# Eric Van Lustbader
Eric Van Lustbader (n. 1946) este un scriitor de romane thriller și fantastice. A publicat ca Eric Lustbader, Eric V. Lustbader și Eric Van Lustbader.
El este absolvent al New York's Stuyvesant High School și al Columbia College, cu o diplomă în sociologie  și are al doilea nivel grad Reiki. Este căsătorit cu scriitoarea Victoria Lustbader.

## Lucrări scrise

### The Pearl Saga
1. The Ring of Five Dragons (2001)
2. The Veil of a Thousand Tears (2002)
3. The Cage of Nine Banestones (2004) (US title: Mistress of the Pearl)

### CiclulSunset Warrior
1. The Sunset Warrior (1977)
2. Shallows of Night (1978)
3. Dai-San (1978)
4. Beneath an Opal Moon (1980)
5. Dragons on the Sea of Night (1997)

### SeriaChina Maroc
1. Jian (1986)
2. Shan (1988)

### CiclulNicholas Linnear/Ninja
1. The Ninja (1980)
2. The Miko (1984)
3. White Ninja (1990)
4. The Kaisho (1993)
5. Floating City (1994)
6. Second Skin (1995)
7. The Death and Life of Nicholas Linnear (2014) e-book
8. The Oligarch′s Daughter (2016)

### SeriaThe Jack McClure/Alli Carson
1. First Daughter (2008)
2. Last Snow (2010)
3. Blood Trust (2011)
4. Father Night (2012)
5. Beloved Enemy (2013)

### Continuareaseriei Bournea lui Robert Ludlum
Cu permisiunea celor care dețin drepturile de autor ale lui Robert Ludlum, Lustbader a continua seria de romane cu Jason Bourne ultima lucrare a lui Ludlum fiind Ultimatumul lui Bourne (1990).
1. The Bourne Legacy (2004)
2. The Bourne Betrayal (2007)
3. The Bourne Sanction (2008)
4. The Bourne Deception (2009)
5. The Bourne Objective (2010)
6. The Bourne Dominion (2011)
7. The Bourne Imperative (2012)
8. The Bourne Retribution (2013)
9. The Bourne Ascendancy (2014)
10. The Bourne Enigma (2016)

### Altele
- Sirens (1981)
- Black Heart (1983)
- Zero (1987)
- French Kiss (1989)
- Angel Eyes (1991)
- Black Blade (1993)
- Batman: The Last Angel (1994) DC Comics graphic novel
- Dark Homecoming (1997)
- Pale Saint (1999)
- Art Kills (2002)
- The Testament (2006)
- Any Minute Now (2016) ISBN 978-0-765-38551-2

### Antologii care conțin povestiri scrise de Eric Van Lustbader
- David Copperfield's Beyond Imagination (1982)
- Peter S Beagle's Immortal Unicorn (1984)
- David Copperfield's Tales of the Impossible (1995)
- Excalibur (1995)
- Murder by Revenge (1996)
- Vampires (1997)
- 999 (1999)
- Thriller (2006)
- Women of the Night (2007)

### Povestiri scurte
- "In Darkness, Angels" (1983)
- "The Devil on Myrtle Ave" (1995)
- "Lassorio" (1995)
- "The Singing Tree" (1995)
- "16 Mins." (1996)
- "An Exaltation of Termagants" (1999)